# Fillmore East
Fillmore East foi uma casa de shows mantida pelo empresário de rock Bill Graham durante o final dos anos 60 e começo dos 70 na Second Avenue, Nova York.
Funcionou de 1968 a 1971, sendo palco para os concertos dos maiores astros de rock da época. Era casa-irmã do Fillmore Auditorium (posteriormente renomeado para Fillmore West), que Graham mantinha em sua base de operações, São Francisco, Califórnia.

## História
O prédio foi construído em 1926 para abrigar um teatro iídiche. Chamado Commodore Theater, foi eventualmente adquirido pela Loew's Inc., que o transformou em um cinema, o Village Theatre. Quando Graham assumiu a administração, o local estava praticamente abandonado.
Reinaugurado como Fillmore East em 3 de março de 1968, tornou-se conhecido como "A Igreja do Rock and Roll", com concertos duplos realizados diversas vezes por semana. Mudanças na indústria musical, que se tornou um negócio multimilionário, e a evolução na organização de concertos, que passaram a ser realizados em estádios, fizeram Graham desistir de manter a casa. O concerto final foi realizado em 27 de junho de 1971, com The Allman Brothers Band, The J. Geils Band, Albert King, e participações especiais Edgar Winter's White Trash, Mountain, The Beach Boys e Country Joe McDonald, numa apresentação restrita a convidados.
Em 1980 o local tornou-se uma boate gay, The Saint. No final da década de 1990, o saguão foi transformado em espaço comercial, enquanto o interior foi demolido e reconstruído como um complexo de apartamentos.